# Su su feng yu yi nan qiu
Su su feng yu yi nan qiu (萦萦夙语亦难求S), nota principalmente come Su Yu e con il titolo internazionale I'll Sue You for Stealing My Heart, è una serie televisiva cinese del 2020.

## Trama
Il giovane principe Mu Jue-chen sarebbe un sovrano amato dai propri sudditi, se non fosse per il suo modo di fare arrogante e tendenzialmente egocentrico; la sua assistente Qian Yu, dopo oltre dieci anni di silenziosa sopportazione, decide di abbandonare il palazzo e trovarsi una nuova occupazione. Jue-chen capisce allora di essersi innamorato della ragazza, e per poterla riconquistare cerca di diventare una persona migliore.